# 鳳凰新村

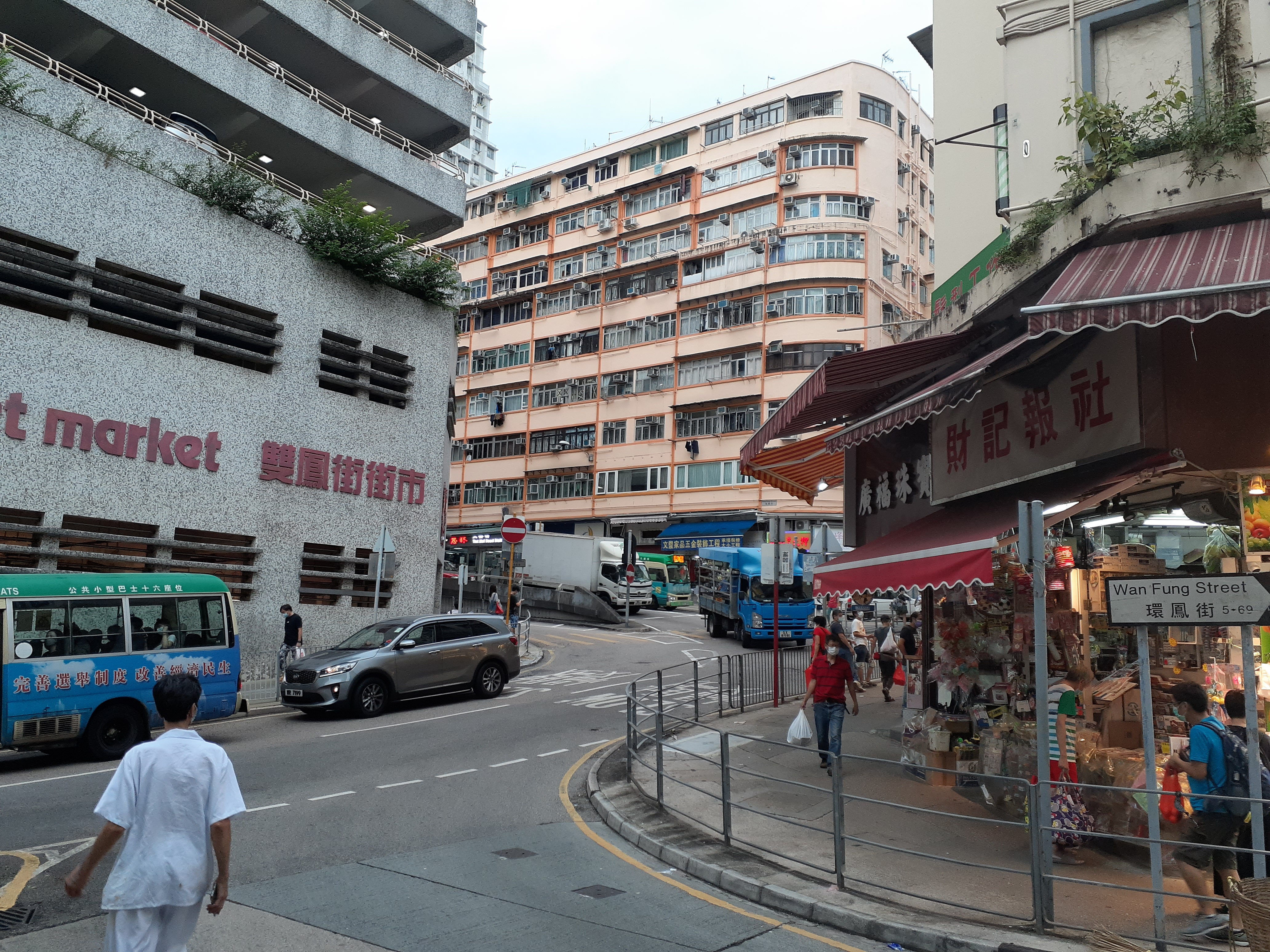
雙鳳街和環鳳街交界

鳳凰新村（又名鳳凰村）是一個位於香港九龍黃大仙區的地方，在黃大仙、竹園和慈雲山之間，被崇華街、龍鳳街、沙田㘭道、鳳德道和蒲崗村道所包圍。鳳凰新村是一個1960年代初開始發展的住宅區，建有新式唐樓和洋樓，所屬區議會選區為鳳凰。鳳凰新村的街道均以「鳳」字命名，街道兩旁有眾多食肆和民生店舖。

## 歷史
鳳凰新村地段原是竹園村的後山，土名鳳凰山，在竹園村風水林之後，鳳凰山山谷有鳳凰溪從九龍群山流出九龍灣。1925年，政府將慈雲山和鑽石山之間的山腰地帶劃為「New Kowloon Dairy Farm Lot」，多間牛房集中搬遷該處。現今鳳凰新村西面部份屬於第17號地段，有一間大牛房。1937年，政府計劃清拆九龍寨城，有部份居民被徙置到狗蚤塱，即現今鳳凰新村東面一帶。
1950年代，香港政府因發展黃大仙徙置區需清拆竹園鄉原居民村舍。政府早於1955年計劃將竹園村北面的山坡官地開發為住宅區，新區定名為鳳凰村。鳳凰村工程分期開展，1959年，雙鳳街以西的地段（近沙田坳道）率先開發，建有東西走向的龍鳳街、翠鳳街、鳴鳳街和飛鳳街。1964年，雙鳳街以東的地段（近蒲崗村道）接力發展，建有環鳳街、金鳳街和銀鳳街，部份地段為1963年清拆的九室塱村。
政府向受清拆影響的竹園鄉原居民以「屋地換樓地」賠償，交換新村600呎或900呎樓地，業主需要負責建樓費用和向政府補向相差呎數的地價。1961年，被收地的牛池灣、平頂村業主成立「鳳凰屋合作社」在鳳凰新村興建三幢九層高的住宅大廈。1963年，九龍城沙埔村、元嶺村業主亦於鳳凰新村重建家園。除了安置原居民的地段外，其他地段陸續於1960年代中後期公開招標，多層唐樓和洋樓於1970年代落成。1973年，鳳凰新村街坊福利會正式成立，街坊會於2009年解散。

## 事件

### 重建「樓換樓」糾紛
1990年代初，有發展商向鳳凰新村部份樓宇提出收購重建計畫，並與舊樓業主達成「樓換樓」協議，但協議並沒有向田土廳登記。在亞洲金融風暴期間，新樓盈利大廈和怡庭居已建成。發展商在未經小業主同意下，因財務問題將新樓業權按予不同銀行和財務公司、或轉售予其他發展商，他們向法庭申請收樓令，要求數十名小業主遷出。在重建期間，發展商亦拖欠賠償給舊樓業主的租金津貼。

### 慈雲山車房爆炸案
2015年4月26日，環鳳街一間車房為一輛石油氣的士維修時發生爆炸。事件造成3人死亡、9人受傷。受害者包括車房東主、一名的士司機和身處相鄰閣樓玻璃店的女東主，另外一名車房職員命危。

## 未來發展
商住重建：
- 薈鳴
- 飛鳳街45號

## 地標

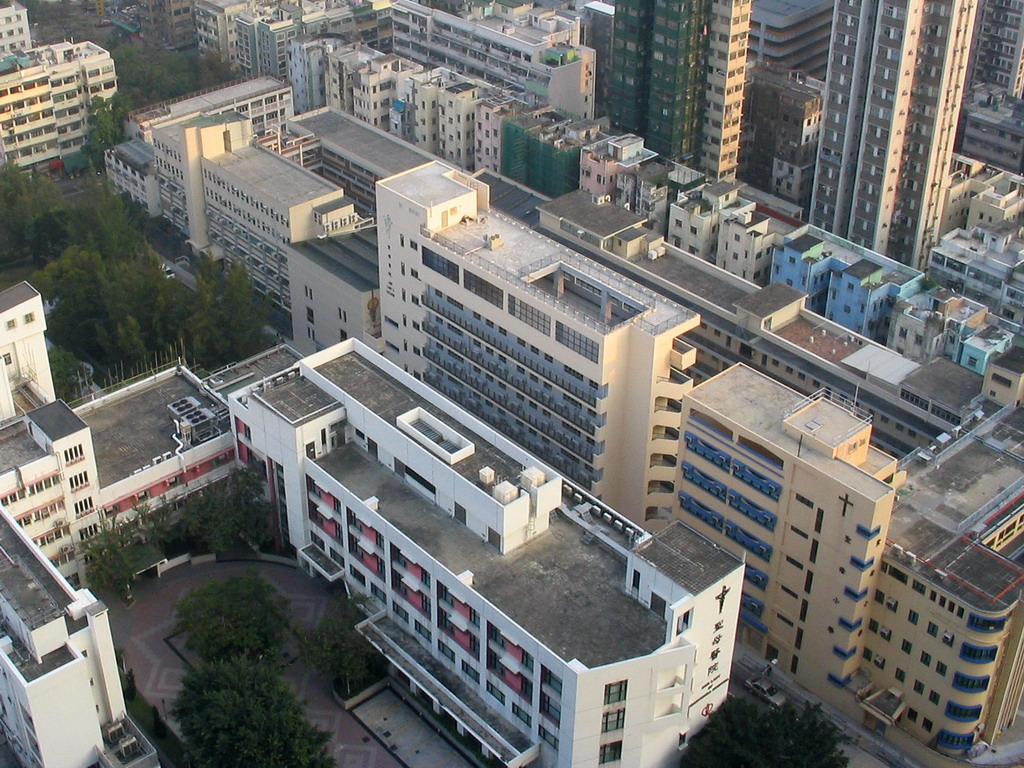
聖母醫院、龍鳳街、聖母書院及翠鳳街

- 雙鳳街街市
- 聖母醫院
- 聖母書院
- 聖文德堂
- 鳳凰山變電站
- 鳳凰食水配水庫（位於慈雲山）

## 交通
- 蒲崗村道西行車輛不能在崇華街或鳳德道轉右，駕駛者要提早轉入慈雲山道，經毓華街、雲華街、崇華街才能抵達雙鳳街。在蒲崗村道山頂，有兩個鳳凰新村的路牌提示駕駛者。
- 出於坡度原因，鳴鳳街擁有兩條平行走向但高度不同的獨立道路，途人並不能由街道的其中一邊走往對面，唯有在街頭和街尾，兩路合二為一時走過馬路。